# Confinement lié à la pandémie de Covid-19 en Italie
Wikipédia ne donne pas de conseils médicaux ou sanitaires. Cet article est susceptible de contenir des informations obsolètes ou inexactes. Seul un professionnel de la santé est apte à vous fournir un avis médical, et seules les autorités sanitaires de votre pays sont compétentes pour donner des consignes de santé publique relatives à la pandémie de Covid-19.
Pour des articles plus généraux, voir Pandémie de Covid-19 en Italie et Confinements liés à la pandémie de Covid-19 par pays.
Le confinement de 2020 en Italie désigne l'ensemble des mesures d'hygiène et de distanciation physique, dites « barrières », définies au niveau national et local en réponse à la pandémie de Covid-19 en Italie.
Il est ordonné le 9 mars 2020 par le gouvernement italien, au cours d'une intervention télévisée du président du Conseil des ministres Giuseppe Conte. La mesure imposée à l'ensemble du pays désormais placé en zone rouge a pour but de restreindre les mouvements de population pour limiter la propagation de la pandémie de maladie à coronavirus de 2020 en Italie, pays comprenant soixante millions d'habitants. Seuls les déplacements nécessaires, pour le travail, pour des soins de santé ou pour acheter de la nourriture, sur justificatifs téléchargeables sur Internet sont autorisés sous peine d'amende et de trois mois de prison. Tous les rassemblements publics ou privés sont interdits. Cela fait suite à une quarantaine similaire imposée la veille pour seize millions de personnes du nord de l'Italie, en Lombardie et quatorze provinces du Piémont, de Vénétie, d'Émilie-Romagne et des Marches, ainsi que onze municipalités de la province de Lodi déjà confinées depuis la fin du mois de février.

## Contexte
Faisant suite à l'épidémie de maladie à coronavirus qui a commencé à la mi-décembre à Wuhan (Hubei) en Chine, l'Italie a confirmé ses premiers cas le 30 janvier 2020, frappant deux touristes chinois visitant l'Italie. Un troisième cas est annoncé le 7 février, chez un Italien évacué de Wuhan. Le nombre de cas bondit au 21 février, lorsque seize personnes de Lombardie et de Vénétie sont confirmées au coronavirus. Après la mort de deux personnes infectées, plusieurs communes de Lombardie sont placées en quarantaine.

## Confinements

### Débuts

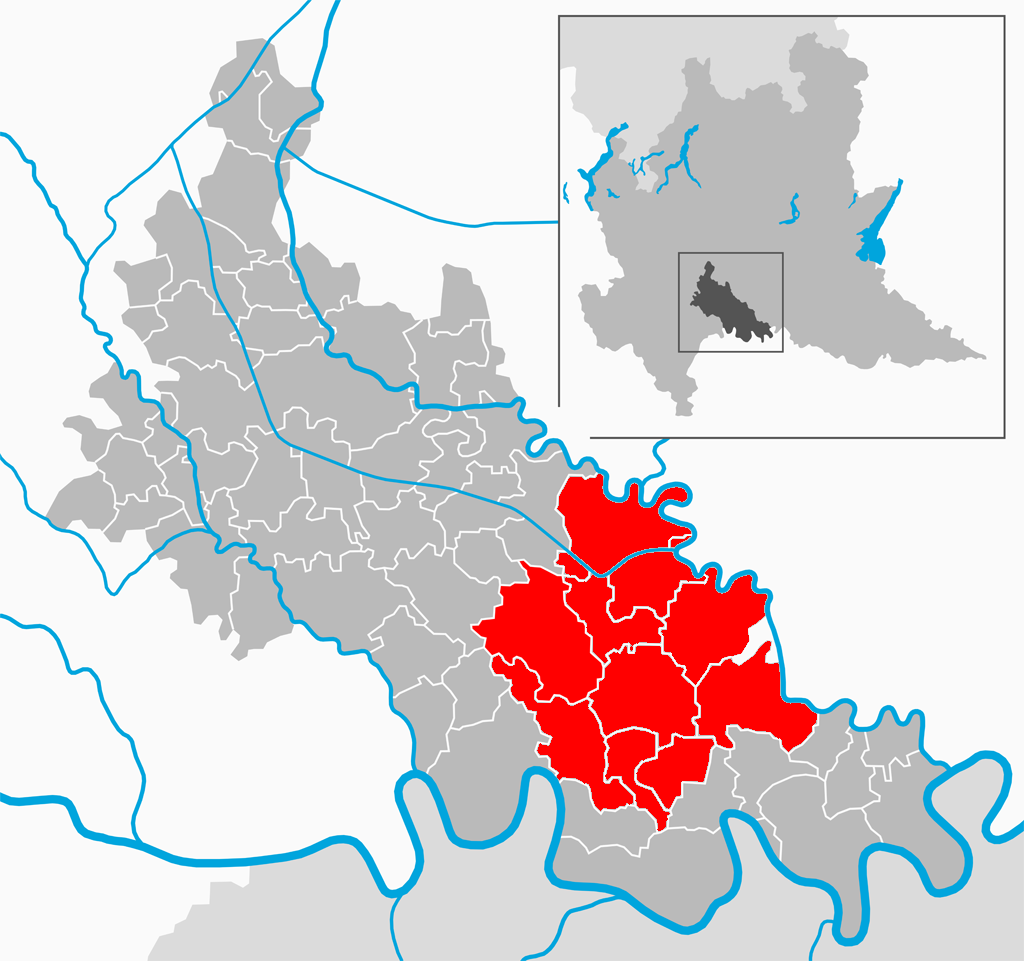
Carte de la province de Lodi montrant les communes en quarantaine.

Les premières mesures interviennent le 21 février 2020, couvrant onze communes de la province de Lodi et touchant environ 50 000 personnes. L'épicentre est la ville de Codogno (16 000 habitants), bloquée par des cars de police sur les routes donnant accès à la ville et des barrages sur les axes. La « zone rouge » est renforcée par la venue de policiers et de Carabiniers ; ainsi le 27 février, 400 policiers surveillent 35 points de passage. Le bouclage de cette zone est prévu pour durer jusqu'au 6 mars. Les habitants n'ont droit de quitter leur domicile que pour se ravitailler ou pour se faire soigner, seuls les denrées alimentaires et les médicaments peuvent pénétrer dans la zone. Les écoles sont fermées et tout rassemblement est interdit. Les trains ne s'arrêtent pas dans les gares.

### Expansion
Le dimanche matin 8 mars 2020, le Premier ministre Giuseppe Conte annonce l'expansion de la zone de quarantaine au nord de l'Italie, touchant ainsi seize millions de personnes, restreignant les déplacements en provenance ou en direction des zones affectées, interdisant les funérailles et événements culturels, et imposant aux gens de respecter une distance d'au moins un mètre entre eux dans les lieux publics, comme les restaurants, les églises et les supermarchés. Par la suite, Giuseppe Conte explique dans une conférence de presse que ce décret n'impose pas une interdiction absolue de se déplacer et que la population peut prendre le train ou l'avion pour sortir ou entrer dans ces zones s'il y a nécessité de « besoins prouvés en matière professionnelle, d'urgence, ou de raisons médicales ». En outre, les touristes reçoivent la permission de quitter immédiatement ces régions.
Les restaurants et les cafés ont l'autorisation d'ouvrir seulement de 6 h à 18 h, alors que les salles de sport, les discothèques, les musées et les piscines sont obligés de fermer leurs portes. Les entreprises reçoivent l'ordre de favoriser le télétravail si possible. Ce décret prend effet jusqu'au 3 avril, ajoutant la réquisition du personnel médical. Tout contrevenant à ces dispositions encourt des amendes et des peines d'emprisonnement jusqu'à trois mois,. D'autres restrictions sont imposées pour les rassemblements publics dans tout le pays. Par ce décret, la « zone rouge » initiale est abolie (les municipalités concernées étant désormais placées en quarantaine régionale).
Ces mesures de quarantaine en Italie sont les plus draconiennes en dehors de celles imposées en Chine. Au moment de la mise en vigueur de cette première quarantaine, les cas confirmés d'infection au coronavirus sont au nombre de 5 800 pour 233 morts. Une copie du décret fuite dans les médias le samedi soir avant son entrée en vigueur le lendemain ; elle est publiée par le Corriere della Sera, provoquant une certaine panique dans les zones affectées et des critiques de la part des politiciens de ces régions. La Repubblica rapporte que des centaines de personnes se ruent dans les derniers trains du samedi soir pour quitter Milan et que des masses de gens fuient la zone rouge. Cependant les médias décrivent une situation contrastée dans les heures qui suivent la signature du décret. En fait, la réalité a peu changé, les trains continuent de circuler et les avions de décoller, tandis que les restaurants et les cafés travaillent normalement. La BBC rapporte que des vols en direction de Milan ont toujours lieu le 8 mars, bien que d'autres aient été annulés. La responsabilité des décisions d'assurer ou non les vols est laissée à l'appréciation des juridictions locales.

### Quarantaine nationale
Dans la soirée du 9 mars, ces mesures de quarantaine sont étendues à l'ensemble du pays, et entrent en vigueur le 10 mars, alors que le pays confirme 9 172 cas de contamination et 463 morts (soit presque le double en quarante-huit heures). Le Premier ministre explique dans une allocution télévisée que seuls les déplacements strictement professionnels ou d'urgence familiales sont permis sur justificatifs et que tous les événements sportifs sont annulés. Les salles de spectacle et les musées sont fermés.
Du 10 mars au 3 avril 2020, les groupes de touristes sont interdits dans la basilique Saint-Pierre et place Saint-Pierre. Seules les personnes venant prier après vérification de l'état de santé et distance de sécurité ont le droit d'y pénétrer.
Dans la soirée du 11 mars, alors que le pays compte 12 462 contaminés testés et 827 morts, le Premier ministre annonce renforcer les mesures de quarantaine pour le lendemain jusqu'au 3 avril. Tous les commerces, restaurants bars et cafés doivent désormais fermer complètement, à l'exception des pharmacies et des magasins d'alimentation. Les déplacements sont autorisés pour se rendre au travail, pour des soins de santé ou pour acheter de la nourriture.
Les piétons doivent présenter un justificatif aux forces de l'ordre ou à l'armée, lorsqu'ils sortent par nécessité dans la rue. Il en est de même pour les déplacements professionnels strictement nécessaires. L’activité physique en plein air est acceptée à condition de ne pas être pratiquée en groupe.
Le 20 novembre 2020, selon des données à haute fréquence, les verrouillages en France et en Italie pèsent plus sur la mobilité publique que dans les autres pays européens. En outre, l'agence de statistiques officielle française INSEE avait constaté que les données que Google peut collecter sur le temps que les gens passent à la maison sont particulièrement étroitement liées au ralentissement d'une économie pendant la crise.

## Premières zones de quarantaines
| Province             | Région         | Population |
| -------------------- | -------------- | ---------- |
| Alexandrie           | Piémont        | 420 017    |
| Asti                 | Piémont        | 214 342    |
| Bergame              | Lombardie      | 1 115 536  |
| Brescia              | Lombardie      | 1 265 954  |
| Côme                 | Lombardie      | 599 204    |
| Crémone              | Lombardie      | 358 955    |
| Lecco                | Lombardie      | 337 380    |
| Lodi                 | Lombardie      | 230 198    |
| Mantoue              | Lombardie      | 411 958    |
| Milan                | Lombardie      | 3 263 206  |
| Modène               | Émilie-Romagne | 705 422    |
| Monza et Brianza     | Lombardie      | 875 769    |
| Novare               | Piémont        | 368 607    |
| Padoue               | Vénétie        | 938 957    |
| Parme                | Émilie-Romagne | 452 022    |
| Pavie                | Lombardie      | 545 888    |
| Pesaro et Urbino     | Marches        | 358 886    |
| Plaisance            | Émilie-Romagne | 287 152    |
| Reggio d'Émilie      | Émilie-Romagne | 531 891    |
| Rimini               | Émilie-Romagne | 339 437    |
| Sondrio              | Lombardie      | 180 811    |
| Trévise              | Vénétie        | 888 293    |
| Varèse               | Lombardie      | 890 768    |
| Venise               | Vénétie        | 857 841    |
| Verbano-Cusio-Ossola | Piémont        | 157 844    |
| Vercelli             | Piémont        | 170 298    |
| Total                | Total          | 16 466 636 |

Zones de quarantaine au 8 mars

Au 8 mars 2020, la quarantaine concernait toute la région de Lombardie ainsi que quatorze provinces du Piémont, de Vénétie, d'Émilie-Romagne et des Marches. La zone comprenait les villes de Milan et Venise et se divisait en trois aires séparées (autour de la Lombardie, autour de Venise et autour de Saint-Marin). Cette zone est peuplée de plus de seize millions d'habitants soit environ un quart de la population italienne. La zone de cette quarantaine couvrait environ 56 000 km2.

## Impact économique
Le correspondant du New York Times à Rome, Jason Horowitz, estime que cette quarantaine première élargie du 8 mars « a pour but de sacrifier l'économie italienne à court terme afin de la sauver des ravages du virus à long terme », tandis que Milan est considérée comme la capitale économique et culturelle du pays et que Venise est une des destinations touristiques les plus importantes du monde. Les régions de Lombardie et de Vénétie produisent un tiers du produit intérieur brut italien.
Avant ces mesures draconiennes, l'Italie était déjà en proie à des prévisions de récession à cause de l'épidémie en Chine, les secteurs du tourisme et du luxe étant particulièrement touchés. L'impact de la quarantaine élargie à l'échelon national va faire entrer l'ensemble de l'économie européenne en récession, interrompant les chaînes de production, par exemple les fabricants allemands d'automobiles, comme Volkswagen. La Berenberg Bank revise ses prévisions concernant la croissance italienne à une baisse en 2020 de −0.3% avant la quarantaine à −1.2%.
Le FTSE MIB, indice boursier italien, chute de 11% le 9 mars à la réouverture des quotations.

## Réactions à la quarantaine du 8 mars

### Internes
Attilio Fontana, président de Lombardie, et Luca Zaia, président de Vénétie, critiquent les mesures de la quarantaine du 8 mars, Fontana demandant plus d'explications de la part du gouvernement, tandis que Zaia s'y oppose en bloc. Le président d'Émilie-Romagne, Stefano Bonaccini, qualifie ce décret de « confus » et demande au gouvernement de prendre plus de temps pour trouver une solution plus « cohérente ». Maurizio Rasero, maire de la ville d'Asti, se plaint dans une vidéo sur sa page Facebook de l'annonce soudaine de la quarantaine et de ne pas avoir été prévenu avant. À l'inverse, le maire de Novare, Alessandro Canelli, mentionne qu'il a demandé lui-même l'inclusion de sa ville dans la zone de quarantaine à cause de ses liens de proximité, notamment de transports, avec Milan. Le président des Marches, Luca Ceriscioli, approuve ces mesures.
Alors que des milliers de personnes évacuent Milan et la Lombardie juste avant la mise en place de la quarantaine du 8 mars, les forces de l'ordre et le personnel médical vont à la rencontre de ces voyageurs à leur arrivée à Salerne pour les forcer à se mettre en quarantaine. Michele Emiliano, président des Pouilles, ordonne que toutes les personnes arrivées d'Italie du Nord soient mises en quarantaine. De même, Jole Santelli, président de Calabre, demande aux Calabrais habitant en Italie du Nord de ne pas retourner en Calabre et demande au gouvernement de « bloquer un exode en Calabre ».
Giuseppe Conte, et d'autres hommes politiques, appellent les Italiens à ne pas se laisser aller à la furbizia (littéralement « fourberie »), c'est-à-dire à contourner les mesures légales et administratives de cette quarantaine du 8 mars. Giuseppe Conte déclare à La Repubblica que l'Italie fait face à ses heures les plus sombres.

### Internationales
Le directeur général de l'Organisation mondiale de la santé (OMS), Tedros Adhanom Ghebreyesus, rend hommage à l'Italie pour avoir pris cette première décision de quarantaine le 8 mars, déclarant que le peuple italien et son gouvernement font de véritables sacrifices dans une démarche « courageuse et brave ».

## Réactions à la quarantaine du 10 mars
Si la contagion gagnait le Mezzogiorno, selon le sociologue Antonio Maturo, spécialiste italien des questions de santé, « le nombre de morts exploserait en raison du délabrement du système de santé [dans cette partie du pays]. »